# Verdet de Sumatra
El verdet de Sumatra(Chloropsis media) és una espècie d'ocell de la família dels cloropseids (Chloropseidae) que ha estat considerat una subespècie del verdet frontdaurat (Chloropsis aurifrons) si bé difereixen en la morfologia. És un ocell endèmic dels boscos i conreus de Sumatra. El front del mascle és groc i no taronja com el verdet frontdaurat. La femella s'assembla a la del verdet alablau però amb marca groguenca en lloc de blava a les ales i cua.